# Allomarkgrafia ecuatoriana
Allomarkgrafia ecuatoriana är en oleanderväxtart som beskrevs av J. F. Morales. Allomarkgrafia ecuatoriana ingår i släktet Allomarkgrafia och familjen oleanderväxter. Inga underarter finns listade i Catalogue of Life.